# Onno Boekhoudt
Onno Roelof Boekhoudt (Hellendoorn, 16 februari 1944 – De Hoeve, 28 oktober 2002) was een Nederlands beeldend kunstenaar die actief was als sieraadontwerper en docent.

## Biografie
Boekhoudt werd opgeleid aan de Vakschool Schoonhoven (1963-1966) en aan de Vereinigte Goldschmiede-, Kunst- und Werkschule te Pforzheim (1966-1968). Terwijl hij overdag les had in Schoonhoven, ging hij 's avonds naar de Kunstacademie te Utrecht om te beeldhouwen en schilderen. Als gaststudent in Pforzheim voorzag hij in zijn levensonderhoud door overdag te werken in een zilverfabriek.
Boekhoudt was medeoprichter van de Bond van Oproerige Edelsmeden (BOE) in 1974 samen met Karel Niehorster, Françoise van den Bosch, Marion Herbst en de beeldhouwer Berend Peter (1945). De bond werd opgericht naar aanleiding van de veranderingen die in de jaren ervoor hadden plaatsgevonden in de sieradenwereld. BOE exposeerde onder meer in Londen en maakte de BOE-doos in een oplage van 100. In de houten doos, vervaardigd door de beeldhouwer Berend Peter, had elk van de sieraadontwerpers een vierkant vak waarin zij hun visie op hun beroep vastlegden door middel van tekst en attributen.
Boekhoudt doceerde aan onder meer de Gerrit Rietveld Academie te Amsterdam (1975-1990) en de Royal College of Art te Londen (1990-2002). Daarbij probeerde hij zijn studenten zo veel mogelijk een eigen beeldtaal te laten ontwikkelen. In zijn werk onderzocht Boekhoudt de eigenschappen en toepassingen van verschillende materialen als koper, ijzer, lood en zink. Tegen zijn studenten zei hij daarover bijvoorbeeld dat ze hun materiaal net zo lang moesten bewerken tot het uiteenviel.
In 1996 ontving Boekhoudt voor zijn oeuvre de Françoise van den Bosch Prijs.
Boekhoudt is overleden als gevolg van een verkeersongeluk. Zijn archief wordt bewaard in het CODA te Apeldoorn.